# Romes Gainetdinov
Romes Gainetdinov né le 6 mai 1967 à Verkhniaïa Pychma, en Russie est un coureur cycliste soviétique et russe dont l'activité se situe des années 1980 aux années 2000.

## Biographie
Romes Gainetdinov, sélectionné dans les équipes soviétiques à partir de 1988, est l'un des coureurs qui se tourne vers la France pour effectuer une sorte d'apprentissage cycliste, avant de passer professionnel. En fin de saison 1989, il remporte une prometteuse victoire au Duo normand en compagnie de Pavel Tonkov.  Mais à la différence de ce dernier, le bilan de sa carrière professionnelle se résume à peu de victoires. La plus significative est un titre de Champion de Russie conquis en 1994.
En 1990, il fait partie de l'équipe du CSKA de Moscou, le Club de l'Armée soviétique qui court en France sous les couleurs de Team Didier Louis, une équipe montée par un constructeur de vélos de Montreuil-sous-Bois (Seine-Saint-Denis) En 1991, il passe professionnel au sein de l'équipe Lotus-Festina ainsi que plusieurs de ses coéquipiers du CSKA : Vadim Chabalkine, Yuri Manuylov, Dimitri Vassilichenko, Andrei Zoubov. Il reste 3 saisons chez Festina puis retrouve une équipe du CSKA, celui de Samara, ex Kouibichev, alliée avec une marque de céramique, Santa-Clara.

## Palmarès et résultats

### Palmarès par année
- 1987
  - 2e du championnat d'URSS du contre-la-montre en duo (avec Yuri Manuylov)
- 1988
  - 2e du Tour de Hesse
- 1989 
  - Duo normand (avec Pavel Tonkov)
  - 3e du Tour du Poitou-Charentes
- 1992
  - 15e étape du Tour du Portugal
  - Circuito Merindades :
    - Classement général
    - 1re étape

  - 3e du Circuito Montañés
- 1993
  - 3e de la Clásica de Almería
- 1994
  -  Champion de Russie sur route
- 1995
  - Grand Prix Abimota :
    - Classement général
    - 5e étape (contre-la-montre)
- 1997
  - 3e de la Clásica Ciudad de Torredonjimeno
- 1998
  - 3e du Tour d'Ávila
- 1999
  - 1re étape du Tour de Palencia
  - 3e du Tour de Castille-et-León amateurs
- 2001
  - Gran Premi Vila-real
  - 1re étape du Tour de Castellón
  - Tour de Carthagène :
    - Classement général
    - 1re étape

### Résultats sur les grands tours

#### Tour de France
5 participations
- 1991 : 55e
- 1993 : 32e
- 1994 : 70e
- 1995 : 61e
- 1996 : 55e

#### Tour d'Italie
2 participations
- 1992 : 34e
- 1993 : 46e

### Classements dans les grandes épreuves[3]
- Tour de l'Avenir
  - 1988 : 27e
  - 1992 : 23e

- Championnat du monde sur route
  - 1990 (amateurs) : 52e
  - 1994 (professionnels) :  44e